# 333036 Sahr
333036 Sahr este o planetă minoră (asteroid) din centura de asteroizi. A fost descoperită pe 13 septembrie 2007 la Mount Lemmon⁠(d) de Mount Lemmon Survey⁠(d). 
Obiectul prezintă o orbită caracterizată de o semiaxă mare de 2,4489115365125 UAi, o excentricitate de 0,12851717842163, o înclinație de 5,3112217205309 ° în raport cu ecliptica.